# Torremolinos
 (novembre 2024).
Si vous disposez d'ouvrages ou d'articles de référence ou si vous connaissez des sites web de qualité traitant du thème abordé ici, merci de compléter l'article en donnant les références utiles à sa vérifiabilité et en les liant à la section « Notes et références ».
Torremolinos est une ville de la province de Malaga, dans la communauté autonome d'Andalousie, en Espagne.

## Géographie
- 1Carte dynamique
- 2Carte Openstreetmap
- 3Carte topographique
- 4Carte avec les communes environnantes

La commune de Torremolinos occupe une étroite bande côtière au pied des contreforts sud-est de la Sierra de Mijas, qui se jette dans la mer en formant une grande pente couverte de garrigue et de quelques forêts de pins. Connue dans la commune comme Montes de Torremolinos, cette chaîne de montagnes est un massif calcaire appartenant à la chaîne de montagnes côtières de la chaîne de montagnes Penibétiques et atteint une altitude maximale de 623 mètres dans la commune. Le reste du territoire est presque entièrement urbanisé. Vers le nord-est, la bande côtière s'ouvre vers la plaine inférieure du Guadalhorce, tandis que vers le côté opposé, la bande présente une orographie plus montagneuse.
La Punta de Torremolinos est l'accident côtier le plus remarquable. Il s'agit d'une petite falaise qui divisait les plages de la commune en deux, bien que plus tard une promenade fut construite pour la sauver de la mer. Des deux côtés de la pointe se trouvent deux des plus anciens quartiers de Torremolinos : La Carihuela, au sud, et El Bajondillo, au nord. Le troisième noyau original de la ville est situé dans une direction nord-ouest à partir du même point : le district d'El Calvario. Au nord et à l'ouest de La Carihuela se trouvent Montemar et El Pinillo, d'origine plus récente. D'autres quartiers modernes sont situés au nord d'El Bajondillo et El Calvario, comme Playamar, La Colina et Los Alamos.
La commune est située à 12 kilomètres à l'ouest de Malaga. Elle est accessible en train depuis Malaga. La ville possède une gare qui se situe sur la ligne des chemins de fer espagnols Renfe Malaga-Fuengirola.

## Histoire
Dans les années 1950, Torremolinos, petit village de pêcheurs qui, depuis 1924, faisait partie de la ville de Malaga, est devenu l'une des principales destinations touristiques du soleil et de la plage en Espagne.
C'est même la première en Andalousie et sur la Costa del Sol. En 1951 y est tourné le film Le Désir et l'Amour, qui raconte l'histoire de Martine, d'une troupe d'artistes français en tournage, tombée amoureuse d'un jeune et beau pêcheur qui doit remplacer au pied levé le rôle principal.
L'afflux d'étrangers, d'intellectuels, de bohémiens, de hippies, d'artistes, d'aristocrates, de personnalités de la jet set et de touristes en général pendant les années 1960 et 1970 a créé une atmosphère libérale, permissive et cosmopolite qui la distingue des autres zones de la Costa del Sol, ce qui en fait l'un des principaux points de référence pour la musique et la vie nocturne en Espagne. C'est une destination du tourisme gay reconnue dans le monde entier.
En 1988, elle s'est séparée de la ville de Malaga, devenant une commune indépendante. Actuellement[Quand ?], sa vie nocturne très animée, sa large gamme d'hôtels et son caractère gay et désinhibé, ainsi que l'avant-garde, les années 1970 et 80 qui rappellent l'époque de la Movida font de Torremolinos l'une des principales destinations touristiques mondiales sur la Costa del Sol.
Depuis plusieurs décennies, Torremolinos s'est établi comme la destination touristique la plus importante en Andalousie, devançant des villes comme Séville, Marbella ou Roquetas de Mar, en plus d'être avec Marbella l'une de deux villes avec la plus grande offre d'hébergement en Andalousie.
Elle est particulièrement visitée par les touristes britanniques, allemands, irlandais, français, belges, scandinaves et espagnols d'autres communautés. C'est également l'une des principales colonies britanniques d'Espagne.

## Climat
Le climat est subtropical méditerranéen, avec des températures annuelles moyennes de 18 °C, les précipitations annuelles sont de moins de 500 mm, et l’ensoleillement est de 2 500 à 2  800 heures par an.
L'été est chaud et sec, la température moyenne maximale durant le mois le plus chaud en Août est de 30 °C tandis que les hivers sont doux et humide. La température moyenne maximale du mois le plus froid en Janvier est de 18 °C.
Torremolinos peut connaître, comme toutes ses voisines de la Costa del Sol, des journées brumeuses et des vents violents du fait de la proximité du Détroit de Gibraltar.

## Économie
La ville doit son nom aux tours (torres) et aux moulins (molinos) qui existaient par le passé, mais ce port de pêche devenu très rapidement port de plaisance, conserve néanmoins ses plages de sable fin intactes. Le tourisme est l'une des principales ressources de la ville depuis les années 1960.
La ville compte de nombreuses installations touristiques, dont un grand nombre d'hôtels, restaurants, magasins et services, ainsi que des moyens de transport performants (taxis, nombreux arrêts de bus, "Tren de Cercanias") qui relient Torremolinos aux villes environnantes.

## Culture
- Le musée de Torremolinos, dont les coûts s'élèvent à près de 6 millions d'euros, est en construction. Cependant, la crise économique et le manque de fonds ralentissent sa réalisation si bien que l'œuvre demeure suspendue pour le moment.
- Le film Torremolinos 73 de Pablo Berger, sorti en 2003, fait référence à la ville.
- La chanson Torremolinos du groupe belge Sttellla, fait également référence à la ville.

### Grotte de Torremolinos
Des restes néandertaliens vieux de 150 000 ans ont été trouvés dans la grotte de Torremolinos. Une datation par radiocarbone a permis aux chercheurs d'estimer l'âge des restes de coquillages, vieux de 150 000 ans, prouvant que les Néandertaliens mangeaient des fruits de mer.

## Monuments et patrimoine
- Barrio de La Carihuela
- Barrio El Calvario
- Calle San Miguel
- Casa de Los Navajas
- Hotel Residencia Miami
- Cuesta del Tajo
- Ermita de San Miguel
- Huerta del Rincón

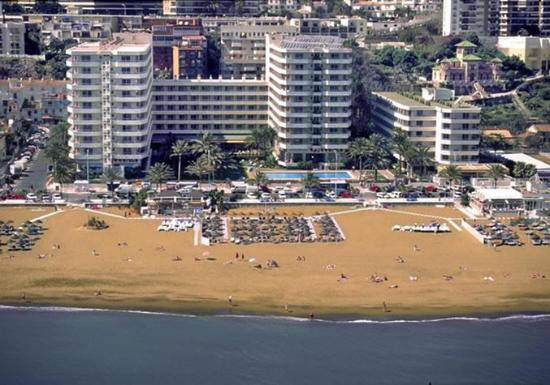
Appartements du Bajondillo, un grand complexe hôtelier, en 1972.

- La Casa de Los Navajas construite au XIXe siècle
- La Torre de Pimentel appelée aussi de los Molinos, tour défensive ayant donné son nom à la ville
- Manantial del Rey
- Mirador
- Molino de Inca et le Jardin botanique
- Molino de la Bóveda
- Molino del Batan
- Playa de La Carihuela, promenade de la plage
- Playa del Bajondillo, promenade de la plage
- Pinares de Torremolinos
- Plaza de la Independencia

## Gastronomie
À Torremolinos, on trouve des chiringuitos célèbres (restaurants de plage) à partir de la Carihuela, Bajondillo, Playamar, Costa Lago. Ces restaurants servent du poisson frais et des fruits de mer typiques de la région, servis traditionnellement par des pêcheurs.